# Велосипед Леонардо да Винчи
Велосипед Леонардо да Винчи (итал. Bicicletta di Leonardo da Vinci) — рисунок найденный в Атлантическом кодексе, приписываемый итальянскому художнику и изобретателю Леонардо да Винчи.

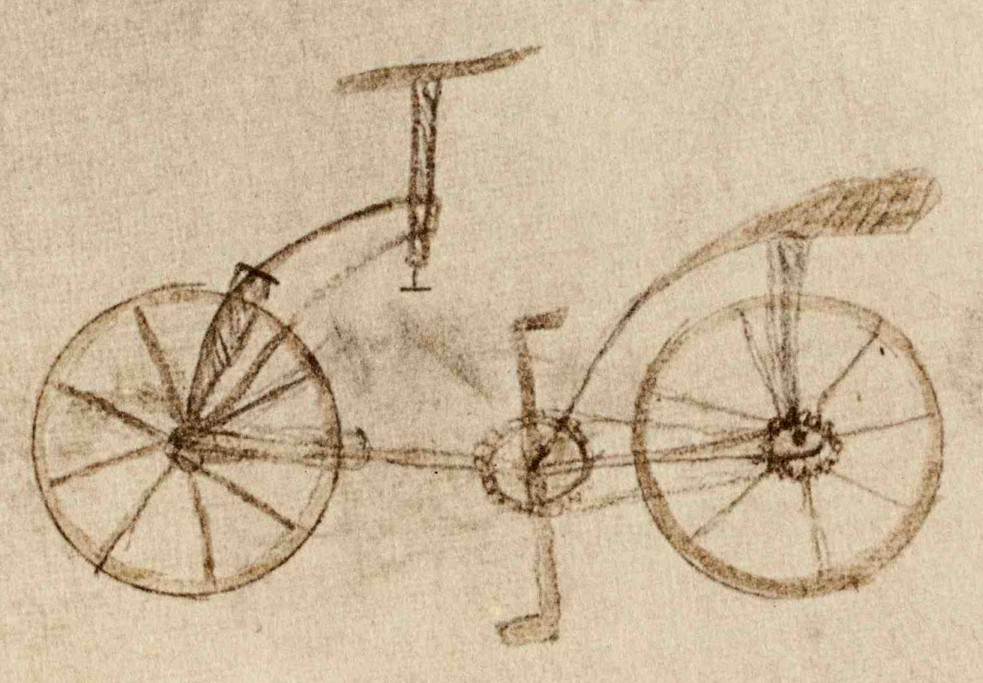
Рисунок велосипеда

## Описание
В результате длительной реставрации Атлантического кодекса, проведённой в шестидесятых годах двадцатого века, все содержащиеся в нём рисунки были отделены от вспомогательных листов; таким образом также можно было увидеть обратную сторону рисунков, полностью склеенных Помпео Леони.
Аугусто Маринони, редактировавший полную публикацию Атлантического кодекса, объявил, что на оборотной стороне листа 133, изображён велосипед вместе с другими рисунками, вероятно, сделанными помощниками Леонардо. Открытие вызвало раскол среди учёных: одни считали «велосипед» копией проекта Леонардо, сделанным ассистентом или учеником, а другие считали его полной фальсификацией с подозрениями на самого Маринони.
В 1978 году Карло Педретти опубликовал копию рисунка до реставрации, состоящий только из некоторых геометрических элементов.

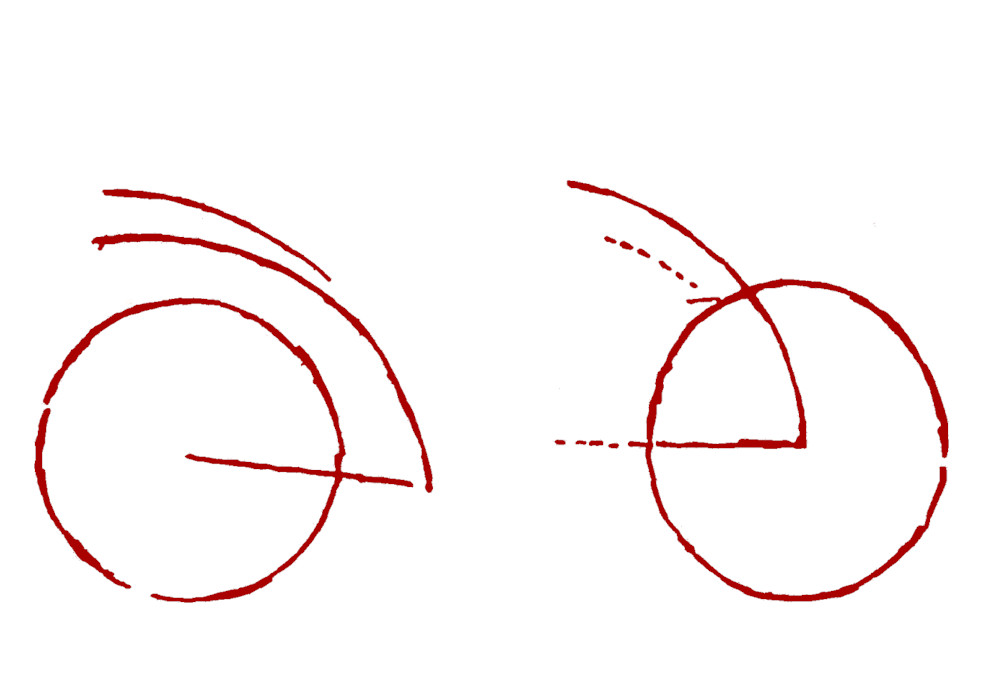
Копия Педретти
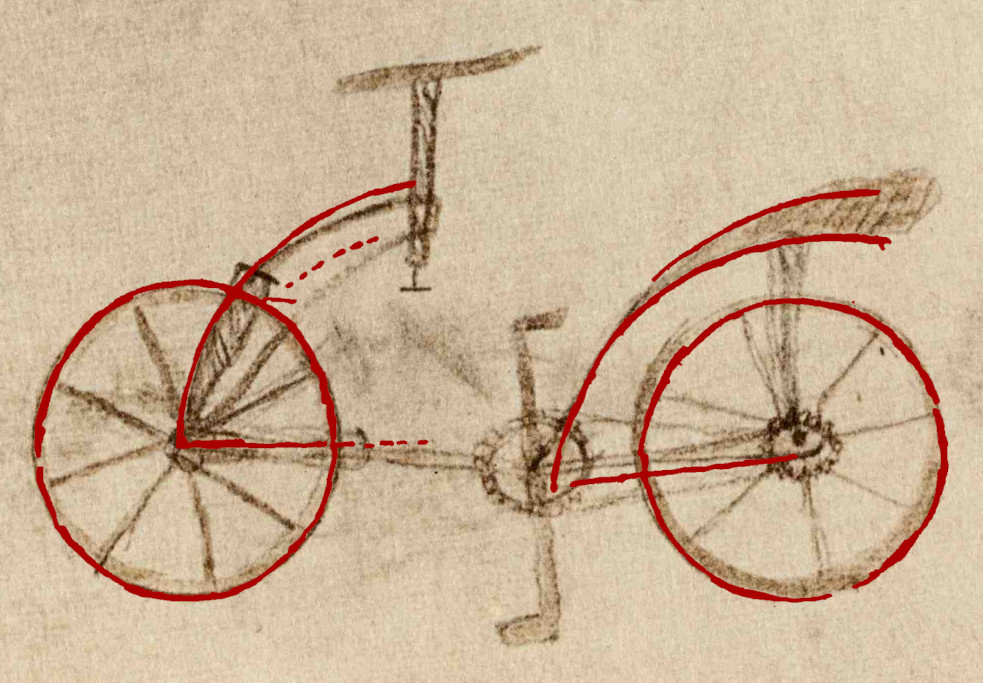
Завершение конструкция велосипеда

В 1997 году на 8-й Международной конференции по истории велоспорта, проходившей в Глазго, Ганс-Эрхард Лессинг показал несоответствие элементов конструкции.
В настоящее время почти все учёные согласны с тем, что рисунок представляет собой переделку, сделанную современным карандашом, поэтому лишён какой-либо связи с Леонардо или его помощниками.